# فيرجيل وليامز
فيرجيل وليامز (بالإنجليزية: Virgil Williams)‏ هو كاتب سيناريو أمريكي، ولد في القرن العشرين.

## وصلات خارجية
- فيرجيل وليامز على موقع IMDb (الإنجليزية)
- فيرجيل وليامز على موقع قاعدة بيانات الفيلم (الإنجليزية)